# Heugleville-sur-Scie
Heugleville-sur-Scie è un comune francese di 596 abitanti situato nel dipartimento della Senna Marittima nella regione della Normandia.

## Società

### Evoluzione demografica
Abitanti censiti